# Iwan Stepanowitsch Jumaschew

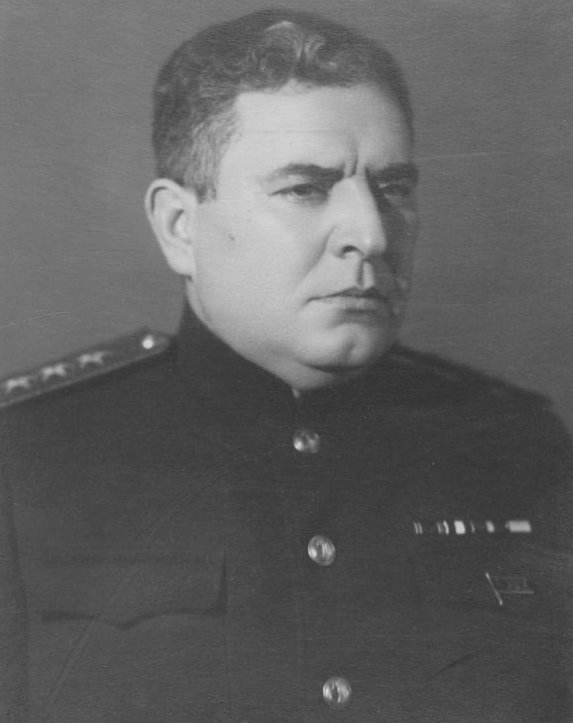
Iwan Jumaschew

Iwan Stepanowitsch Jumaschew (russisch Иван Степанович Юмашев; * 27. Septemberjul. / 9. Oktober 1895greg. in Tiflis; † 2. September 1972 in Leningrad) war ein sowjetischer Admiral und 1950/51 Seekriegsminister. Er kommandierte die  Schwarzmeerflotte (1938) und die Pazifikflotte (1939–1947).

## Leben
Jumaschew, Sohn eines Bahnangestellten, schloss die Realschule 1912 ab. Er diente in der Baltischen Flotte als Heizer, Maschinist, später als Unteroffizier und Gehilfe des Kommandeurs einer Küstenartilleriebatterie. 1917 wurde er, nach den Ereignissen der Oktoberrevolution, zum Vorsitzenden des Matrosenkomitees der Batterie gewählt. Im Februar 1919 trat er freiwillig der Seekriegsflotte bei und war als Artilleriekommandeur auf Schiffen der Astrachan-Kaspischen Flottille sowie der Wolga-Kaspischen Flottille Teilnehmer des Russischen Bürgerkriegs (1918–1920). Nach Ende des Krieges diente er in der Baltischen Flotte als Kommandeur der Artillerie und ab Mai 1921 als Zweiter Offizier auf dem Schlachtschiff Petropawlowsk (ab März 1921 Marat).
1925 absolvierte Jumaschew Speziallehrgänge für das Führungspersonal der Flotte. Ab Februar desselben Jahres versah er als Navigationsoffizier seinen Dienst auf dem Zerstörer Lenin und ab November als Erster Offizier auf dem Zerstörer Sinowjew. Im Juni 1926 wurde er Erster Offizier des Kreuzers Profintern. Ab Februar 1927 diente er in der Schwarzmeerflotte als Kommandant des Zerstörers Dserschinski. Nachdem Jumaschew taktische Kurse für Schiffskommandanten an der Woroschilow-Seekriegsakademie erfolgreich abgeschlossen hatte, kommandierte er ab November 1932 den Kreuzer Profintern, ab 1934 eine Zerstörerdivision und ab 1935 eine Zerstörerbrigade. Im September 1937 wurde er Stabschef der Schwarzmeerflotte, übernahm ab Dezember die Pflichten und ab Januar 1938 den Posten des Flottenkommandeurs.
Im März 1939 wurde er als Kommandeur der Pazifikflotte eingesetzt. Er leistete einen großen Beitrag zur Entwicklung der Flotte und der Küstenverteidigung im Fernen Osten sowie zum Aufbau von Flottenbasen und Flugplätzen. Er war für die Ausbildung der Schiffe und Einheiten der Marineinfanterie zuständig und ihre Vorbereitung für die sowjetischen Fronten des Zweiten Weltkrieges. Am 4. Juni 1940 wurde er zum Vizeadmiral befördert und am 31. Mai 1943 zum Admiral.
Die Pazifikflotte unterstützte unter seiner Führung erfolgreich die Kampfhandlungen an der 1. und 2. Fernöstlichen Front, die Vernichtung der Kwantung-Armee sowie die Besetzung Nordkoreas, Südsachalins und der Kurilen. Für diese Leistungen wurde Admiral Jumaschew auf Anordnung des Präsidiums des Obersten Sowjets der UdSSR vom 14. September 1945 der Titel Held der Sowjetunion verliehen und mit dem Leninorden ausgezeichnet. Im Januar 1947 avancierte er zum stellvertretenden Verteidigungsminister sowie Oberbefehlshaber der Seestreitkräfte und im Februar 1950 zum Seekriegsminister. Gleichzeitig wurde er Mitglied des Büros für militär-industrielle und militärische Fragen beim Ministerrat der UdSSR. Auf spezielle Verordnung des Ministerrates vom 20. Juli 1951 wurde er von seinem Ministerposten wegen größeren Mängeln und Untätigkeit entbunden. Von August 1951 bis zu seinem Eintritt in den Ruhestand im Januar 1957 war er Leiter der Seekriegsakademie.
Jumaschew war von 1941 bis 1956 Kandidat des ZK der KPdSU und von 1946 bis 1950 Abgeordneter des Obersten Sowjets der UdSSR. Er lebte bis zu seinem Tod in Leningrad und wurde dort auf dem Serafimow-Friedhof beigesetzt.

## Auszeichnungen

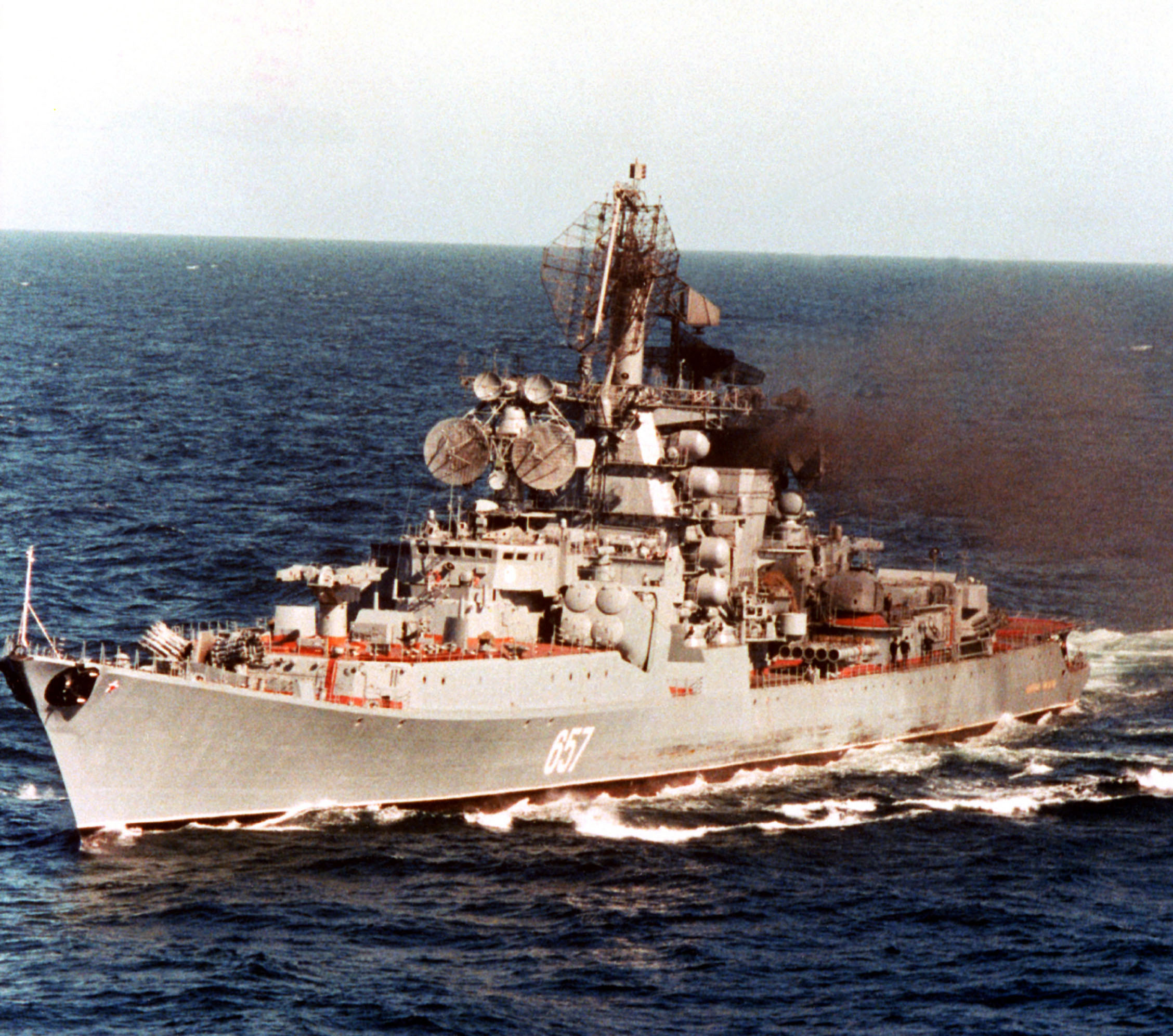
Kreuzer Admiral Jumaschew 1982

- Leninorden (1943, 1945, 1945, 1945, 1955, 1965)
- Rotbannerorden (1938, 1944, 1948)
- Orden des Roten Sterns (1935)
- weitere Medaillen und ausländische Auszeichnungen

### Ehrungen
- Name eines Kreuzers
- Straßennamen in Sewastopol und Wladiwostok

## Werke
- I.S. Jumaschew: Тихоокеанский флот в боях за Родину. In: Морской сборник. Nr. 8. Moskau 1965.